# أورسولا سيسبيدز
أورسولا سيسبيدز (بالإنجليزية: Úrsula Céspedes)‏ (21 أكتوبر 1832، بايامو في كوبا - 1874 في كوبا)؛ كاتِبة وشاعرة كوبية.